# Bahnstrecke Luxemburg–Spa
| Zug auf der Fahrt in der Stadt Luxemburg | |                                                                      |                                                                      |
| Ligne 1 (CFL) | |                                                                      |                                                                      |
| Streckennummer: | Ligne 1 (CFL) (Luxemburg – Grenze) L 42 (Grenze – Trois-Ponts) L 45 (Trois-Ponts – Stavelot, abgebaut) L 44 (Stavelot – Spa, abgebaut) |                                                                      |                                                                      |
| Kursbuchstrecke: | 10 (CFL) |                                                                      |                                                                      |
| Streckenlänge: | 76,8 km |                                                                      |                                                                      |
| Spurweite: | 1435 mm (Normalspur) |                                                                      |                                                                      |
| Streckenklasse: | D4 |                                                                      |                                                                      |
| Stromsystem: | Spa-Géronstère – Spa: 3 kV = |                                                                      |                                                                      |
| Stromsystem: | Luxemburg-Stadt – Trois-Ponts: 25 kV 50 Hz ~                                                                                           |                                                                      |                                                                      |
| Maximale Neigung: | 20 ‰ |                                                                      |                                                                      |
| Minimaler Radius: | 220 m |                                                                      |                                                                      |
| Streckengeschwindigkeit: | Lux. – Dommeldange: 100 km/h Dommeldange – Ettelbrück: 120 km/h Ettelbrück – Troisvierges: 95 km/h Troisvierges – Grenze: 100 km/h     |                                                                      |                                                                      |
| Zweigleisigkeit: | Luxemburg–Ettelbrück Wilwerwiltz–Drauffelt Gouvy–Vielsalm                                                                              |                                                                      |                                                                      |
| | |                                                                      |                                                                      |
| \| \| \| Strecke von Pepinster (L 44) \| \| \| \| 11,2 \| Spa \| 253 m \| \| \| 12,5 \| Spa-Géronstère (bis 2002 Géronstère) \| Spa-Géronstère (bis 2002 Géronstère) \| \| \| 15,2 \| Nivezé \| Nivezé \| \| \| 19,8 \| Sart-lez-Spa \| Sart-lez-Spa \| \| \| 23,7 \| Hockai \| 539 m \| \| \| 27,3 \| Francorchamps \| Francorchamps \| \| \| \| ehem. Strecke von Waimes (L 45) \| \| \| \| 36,817,1 \| Stavelot \| 325 m \| \| \| \| Strecke von Rivage (L 42) \| \| \| \| 22,134,8 \| Trois-Ponts \| 269 m \| \| \| \| Tunnel Trois-Ponts (420 m) \| \| \| \| 40,7 \| Grand Halleux \| Grand Halleux \| \| \| 45,7 \| Rencheux \| Rencheux \| \| \| \| ehem. Strecke von Born (L 47A) \| \| \| \| 46,7 \| Vielsalm \| Vielsalm \| \| \| 48,3 \| Salmchâteau \| Salmchâteau \| \| \| 51,4 \| Cierreux \| Cierreux \| \| \| 54,2 \| Bovigny \| Bovigny \| \| \| \| \| \| \| \| \| ehem. zur Strecke nach St Vith (L 163), von dort Überwerfungsbauwerk \| \| \| \| \| \| \| \| \| 58,1 \| Gouvy \| Gouvy \| \| \| \| ehem. Strecke nach Libramont (L 163) \| \| \| \| 59,893,43 \| Belgien/Luxemburg \| Belgien/Luxemburg \| \| \| \| Bellain \| \| \| \| \| Vennbahn von Aachen (L 47) \| \| \| \| 86,01 \| Tunnel Ulflingen (165 m) \| Tunnel Ulflingen (165 m) \| \| \| 85,60 \| Ulflingen \| Ulflingen \| \| \| 83,22 \| Tunnel Pfaffenmühl (190 m) \| Tunnel Pfaffenmühl (190 m) \| \| \| 81,05 \| Maulusmühle \| Maulusmühle \| \| \| 77,17 \| Clervaux \| Clervaux \| \| \| 76,63 \| Tunnel Clerf (250 m) \| Tunnel Clerf (250 m) \| \| \| 75,91 \| Tunnel Schneidemühl (99 m) \| Tunnel Schneidemühl (99 m) \| \| \| 74,95 \| Tunnel Mecherbach (84 m) \| Tunnel Mecherbach (84 m) \| \| \| 74,14 \| Tunnel Mecher (180 m) \| Tunnel Mecher (180 m) \| \| \| 70,96 \| Drauffelt \| Drauffelt \| \| \| 67,28 \| Wilwerwiltz \| Wilwerwiltz \| \| \| 65,84 \| Tunnel Lellingen (180 m) \| Tunnel Lellingen (180 m) \| \| \| 64,30 \| Tunnel Schieburg (236 m) \| Tunnel Schieburg (236 m) \| \| \| 63,17 \| Tunnel Bierden (67 m) \| Tunnel Bierden (67 m) \| \| \| 62,90 \| Tunnel Kautenbach (186 m) \| Tunnel Kautenbach (186 m) \| \| \| 62,30 \| Tunnel Kirchberg (76 m) \| Tunnel Kirchberg (76 m) \| \| \| \| Strecke von Bastogne \| \| \| \| 62,02 \| Kautenbach \| Kautenbach \| \| \| 61,60 \| Tunnel Hockslay (144 m) \| Tunnel Hockslay (144 m) \| \| \| 61,17 \| Tunnel Schwarzepoul (85 m) \| Tunnel Schwarzepoul (85 m) \| \| \| 59,90 \| Tunnel Schankewehr (74 m) \| Tunnel Schankewehr (74 m) \| \| \| 57,75 \| Goebelsmühle \| Goebelsmühle \| \| \| 56,78 \| Tunnel Fischenterhof (447 m) \| Tunnel Fischenterhof (447 m) \| \| \| 54,56 \| Tunnel Bourscheid (416 m) \| Tunnel Bourscheid (416 m) \| \| \| 53,26 \| Michelau \| Michelau \| \| \| 52,30 \| Tunnel Michelau (290 m) \| Tunnel Michelau (290 m) \| \| \| 51,67 \| Tunnel Burden (534 m) \| Tunnel Burden (534 m) \| \| \| \| Strecke von Grevenmacher \| \| \| \| 47,18 \| Ettelbrück \| Ettelbrück \| \| \| 44,95 \| Schieren \| Schieren \| \| \| \| Strecke nach Petingen \| \| \| \| 43,23 \| Colmar-Berg \| Colmar-Berg \| \| \| 40,78 \| Tunnel Cruchten (250 m) \| Tunnel Cruchten (250 m) \| \| \| \| ehem. Schmalspurbahn von Larochette \| \| \| \| 40,33 \| Cruchten \| Cruchten \| \| \| 34,74 \| Mersch \| Mersch \| \| \| 31,12 \| Lintgen \| Lintgen \| \| \| 28,16 \| Lorentzweiler \| Lorentzweiler \| \| \| 25,53 \| Heisdorf \| Heisdorf \| \| \| 24,00 \| Walferdange \| Walferdange \| \| \| 20,83 \| Dommeldange \| Dommeldange \| \| \| 19,075 \| Pfaffenthal-Kirchberg Übergang zur Standseilbahn \| Pfaffenthal-Kirchberg Übergang zur Standseilbahn \| \| \| \| ehem. Schmalspurbahn Luxemburg–Echternach \| \| \| \| \| Viadukt Grünewald (Viaduc Dräi Eechelen) (70 m) \| \| \| \| \| Viadukt Pfaffental (257 m) \| \| \| \| \| Clausener Viadukt (199 m) \| \| \| \| \| Mosel–Syretal-Strecke von Trier \| \| \| \| \| Viadukt Pulvermühle (242 m) \| \| \| \| 17,57 \| Tunnel (413 m) \| Tunnel (413 m) \| \| \| 16,65 \| Luxemburg \| Luxemburg \| \| \| \| Strecke nach Namur, Longwy und Strecke nach Metz \| \| | |                                                                      |                                                                      |
| | | Strecke von Pepinster (L 44)                                         |                                                                      |
| Bahnhof | 11,2 | Spa                                                                  | 253 m                                                                |
| Haltepunkt / Haltestelle Strecke ab hier außer Betrieb | 12,5 | Spa-Géronstère (bis 2002 Géronstère)                                 | Spa-Géronstère (bis 2002 Géronstère)                                 |
| Haltepunkt / Haltestelle (Strecke außer Betrieb) | 15,2 | Nivezé                                                               | Nivezé                                                               |
| Bahnhof (Strecke außer Betrieb) | 19,8 | Sart-lez-Spa                                                         | Sart-lez-Spa                                                         |
| Bahnhof (Strecke außer Betrieb) | 23,7 | Hockai                                                               | 539 m                                                                |
| Bahnhof (Strecke außer Betrieb) | 27,3 | Francorchamps                                                        | Francorchamps                                                        |
| Abzweig geradeaus und von links (Strecke außer Betrieb) | | ehem. Strecke von Waimes (L 45)                                      | ehem. Strecke von Waimes (L 45)                                      |
| Bahnhof (Strecke außer Betrieb) | 36,817,1 | Stavelot                                                             | 325 m                                                                |
| Abzweig ehemals geradeaus und von rechts | | Strecke von Rivage (L 42)                                            | Strecke von Rivage (L 42)                                            |
| Bahnhof | 22,134,8 | Trois-Ponts                                                          | 269 m                                                                |
| Tunnel | | Tunnel Trois-Ponts (420 m)                                           | Tunnel Trois-Ponts (420 m)                                           |
| ehemaliger Bahnhof | 40,7 | Grand Halleux                                                        | Grand Halleux                                                        |
| ehemaliger Haltepunkt / Haltestelle | 45,7 | Rencheux                                                             | Rencheux                                                             |
| Abzweig geradeaus, ehemals nach links und ehemals von links | | ehem. Strecke von Born (L 47A)                                       | ehem. Strecke von Born (L 47A)                                       |
| Bahnhof | 46,7 | Vielsalm                                                             | Vielsalm                                                             |
| ehemaliger Haltepunkt / Haltestelle | 48,3 | Salmchâteau                                                          | Salmchâteau                                                          |
| ehemaliger Bahnhof | 51,4 | Cierreux                                                             | Cierreux                                                             |
| ehemaliger Bahnhof | 54,2 | Bovigny                                                              | Bovigny                                                              |
| | |                                                                      |                                                                      |
| Abzweig geradeaus, ehemals nach links und ehemals von links | | ehem. zur Strecke nach St Vith (L 163), von dort Überwerfungsbauwerk | ehem. zur Strecke nach St Vith (L 163), von dort Überwerfungsbauwerk |
| | |                                                                      |                                                                      |
| Bahnhof | 58,1 | Gouvy                                                                | Gouvy                                                                |
| Abzweig geradeaus und ehemals nach rechts | | ehem. Strecke nach Libramont (L 163)                                 | ehem. Strecke nach Libramont (L 163)                                 |
| Grenze | 59,893,43 | Belgien/Luxemburg                                                    | Belgien/Luxemburg                                                    |
| ehemaliger Bahnhof | | Bellain                                                              | Bellain                                                              |
| Abzweig geradeaus und ehemals von links | | Vennbahn von Aachen (L 47)                                           | Vennbahn von Aachen (L 47)                                           |
| Tunnel | 86,01 | Tunnel Ulflingen (165 m)                                             | Tunnel Ulflingen (165 m)                                             |
| Bahnhof | 85,60 | Ulflingen                                                            | Ulflingen                                                            |
| Tunnel | 83,22 | Tunnel Pfaffenmühl (190 m)                                           | Tunnel Pfaffenmühl (190 m)                                           |
| Haltepunkt / Haltestelle | 81,05 | Maulusmühle                                                          | Maulusmühle                                                          |
| Bahnhof | 77,17 | Clervaux                                                             | Clervaux                                                             |
| Tunnel | 76,63 | Tunnel Clerf (250 m)                                                 | Tunnel Clerf (250 m)                                                 |
| Tunnel | 75,91 | Tunnel Schneidemühl (99 m)                                           | Tunnel Schneidemühl (99 m)                                           |
| Tunnel | 74,95 | Tunnel Mecherbach (84 m)                                             | Tunnel Mecherbach (84 m)                                             |
| Tunnel | 74,14 | Tunnel Mecher (180 m)                                                | Tunnel Mecher (180 m)                                                |
| Bahnhof | 70,96 | Drauffelt                                                            | Drauffelt                                                            |
| Bahnhof | 67,28 | Wilwerwiltz                                                          | Wilwerwiltz                                                          |
| Tunnel | 65,84 | Tunnel Lellingen (180 m)                                             | Tunnel Lellingen (180 m)                                             |
| Tunnel | 64,30 | Tunnel Schieburg (236 m)                                             | Tunnel Schieburg (236 m)                                             |
| Tunnel | 63,17 | Tunnel Bierden (67 m)                                                | Tunnel Bierden (67 m)                                                |
| Tunnel | 62,90 | Tunnel Kautenbach (186 m)                                            | Tunnel Kautenbach (186 m)                                            |
| Tunnel | 62,30 | Tunnel Kirchberg (76 m)                                              | Tunnel Kirchberg (76 m)                                              |
| Abzweig geradeaus und von rechts | | Strecke von Bastogne                                                 | Strecke von Bastogne                                                 |
| Bahnhof | 62,02 | Kautenbach                                                           | Kautenbach                                                           |
| Tunnel | 61,60 | Tunnel Hockslay (144 m)                                              | Tunnel Hockslay (144 m)                                              |
| Tunnel | 61,17 | Tunnel Schwarzepoul (85 m)                                           | Tunnel Schwarzepoul (85 m)                                           |
| Tunnel | 59,90 | Tunnel Schankewehr (74 m)                                            | Tunnel Schankewehr (74 m)                                            |
| Bahnhof | 57,75 | Goebelsmühle                                                         | Goebelsmühle                                                         |
| Tunnel | 56,78 | Tunnel Fischenterhof (447 m)                                         | Tunnel Fischenterhof (447 m)                                         |
| Tunnel | 54,56 | Tunnel Bourscheid (416 m)                                            | Tunnel Bourscheid (416 m)                                            |
| Bahnhof | 53,26 | Michelau                                                             | Michelau                                                             |
| Tunnel | 52,30 | Tunnel Michelau (290 m)                                              | Tunnel Michelau (290 m)                                              |
| Tunnel | 51,67 | Tunnel Burden (534 m)                                                | Tunnel Burden (534 m)                                                |
| Abzweig geradeaus und von links | | Strecke von Grevenmacher                                             | Strecke von Grevenmacher                                             |
| Bahnhof | 47,18 | Ettelbrück                                                           | Ettelbrück                                                           |
| Haltepunkt / Haltestelle | 44,95 | Schieren                                                             | Schieren                                                             |
| Abzweig geradeaus und nach rechts | | Strecke nach Petingen                                                | Strecke nach Petingen                                                |
| Bahnhof | 43,23 | Colmar-Berg                                                          | Colmar-Berg                                                          |
| Tunnel | 40,78 | Tunnel Cruchten (250 m)                                              | Tunnel Cruchten (250 m)                                              |
| Abzweig geradeaus und ehemals von links | | ehem. Schmalspurbahn von Larochette                                  | ehem. Schmalspurbahn von Larochette                                  |
| Bahnhof | 40,33 | Cruchten                                                             | Cruchten                                                             |
| Bahnhof | 34,74 | Mersch                                                               | Mersch                                                               |
| Bahnhof | 31,12 | Lintgen                                                              | Lintgen                                                              |
| Bahnhof | 28,16 | Lorentzweiler                                                        | Lorentzweiler                                                        |
| Haltepunkt / Haltestelle | 25,53 | Heisdorf                                                             | Heisdorf                                                             |
| Bahnhof | 24,00 | Walferdange                                                          | Walferdange                                                          |
| Bahnhof | 20,83 | Dommeldange                                                          | Dommeldange                                                          |
| Bahnhof | 19,075 | Pfaffenthal-Kirchberg Übergang zur Standseilbahn                     | Pfaffenthal-Kirchberg Übergang zur Standseilbahn                     |
| Kreuzung geradeaus unten (Querstrecke außer Betrieb) | | ehem. Schmalspurbahn Luxemburg–Echternach                            | ehem. Schmalspurbahn Luxemburg–Echternach                            |
| Brücke | | Viadukt Grünewald (Viaduc Dräi Eechelen) (70 m)                      | Viadukt Grünewald (Viaduc Dräi Eechelen) (70 m)                      |
| Brücke | | Viadukt Pfaffental (257 m)                                           | Viadukt Pfaffental (257 m)                                           |
| Brücke | | Clausener Viadukt (199 m)                                            | Clausener Viadukt (199 m)                                            |
| Abzweig geradeaus und von links | | Mosel–Syretal-Strecke von Trier                                      | Mosel–Syretal-Strecke von Trier                                      |
| Brücke | | Viadukt Pulvermühle (242 m)                                          | Viadukt Pulvermühle (242 m)                                          |
| Tunnel | 17,57 | Tunnel (413 m)                                                       | Tunnel (413 m)                                                       |
| Bahnhof | 16,65 | Luxemburg                                                            | Luxemburg                                                            |
| | | Strecke nach Namur, Longwy und Strecke nach Metz                     |                                                                      |

Die Bahnstrecke Luxemburg–Spa (im luxemburgischen Teil auch als Nordlinie, Nordstrecke oder Nordbahn bezeichnet) ist eine Bahnstrecke in Luxemburg und Belgien. Sie verbindet die Stadt Luxemburg über Ettelbrück und Ulflingen (Troisvierges) mit dem belgischen Trois-Ponts. Früher führte sie weiter bis Spa, dieser Abschnitt ist bis auf ein kurzes Reststück aber stillgelegt. Stattdessen fahren die stündlich von Luxemburg kommenden Intercity-Züge der Linie 33 weiter über Rivage nach Liège-Guillemins.
Die Strecke ist mit 76,78 Kilometern (Bahnhof Luxemburg – belgische Grenze bei Beesleck) die längste durchgehende Bahnstrecke des Großherzogtums.

## Geschichte

### Entstehung in Teilstücken

Bahnhof Cruchten in Nord-Luxemburg (um 1910)

Vorüberlegungen zu einer Strecke von der Stadt Luxemburg aus nach Norden zur belgischen Grenze gab es bereits 1855. In diesem Jahr ging in Belgien die Strecke Verviers–Spa in Betrieb, mit der das damals weltberühmte Kurbad Spa Anschluss an die nördlich davon verlaufende internationale Ost-West-Hauptstrecke Brüssel–Köln erhielt. Die Strecke Lüttich–Marloie (–Luxemburg) ging erst 1866 in Betrieb, so dass sich die Frage stellte, wie sich die bedeutende Industrieregion Lüttich und Verviers mit dem industriell damals ebenfalls hochbedeutenden Luxemburg am günstigsten verbinden ließ.
Von 1858 bis 1862 errichtete die Wilhelm-Luxemburg-Bahn – zunächst eingleisig – den Abschnitt Luxemburg–Ettelbrück (–Diekirch). Die Wilhelm-Luxemburg-Bahn war allerdings ein reines Finanzierungs- und Eisenbahninfrastrukturunternehmen, das den Betrieb dieser (wie auch ihrer anderen) Strecken an die französische Compagnie des Chemins de fer de l’Est (EST) verpachtete. Eröffnet wurde der Teilabschnitt Luxemburg–Ettelbrück am 21. Juli 1862.
Die Verlängerung der Luxemburger Nordbahn von Ettelbrück aus sollte zunächst nicht durch die Flusstäler, sondern nach Diekirch und dann über die Höhen nach Weiswampach führen. Erst 1860 wurde die heutige Streckenführung von Ettelbrück durch die Flusstäler nach Troisvierges und zur belgischen Grenze festgelegt. Dieser Abschnitt entstand in den Jahren 1862 bis 1866, eröffnet wurde er am 15. Dezember 1866. Auch dieser Abschnitt war zunächst nur eingleisig, ein zweites Gleis war beim Oberbau aber bereits vorgesehen (und wurde 50 Jahre später realisiert). Für die Kurven wurde in der Regel ein Mindestradius von 400 Metern festgelegt. Die maximale Steigung beträgt 1,5 %. Aufgrund der zahlreichen Talschlingen waren 18 Tunnel und 51 Flussbrücken erforderlich.

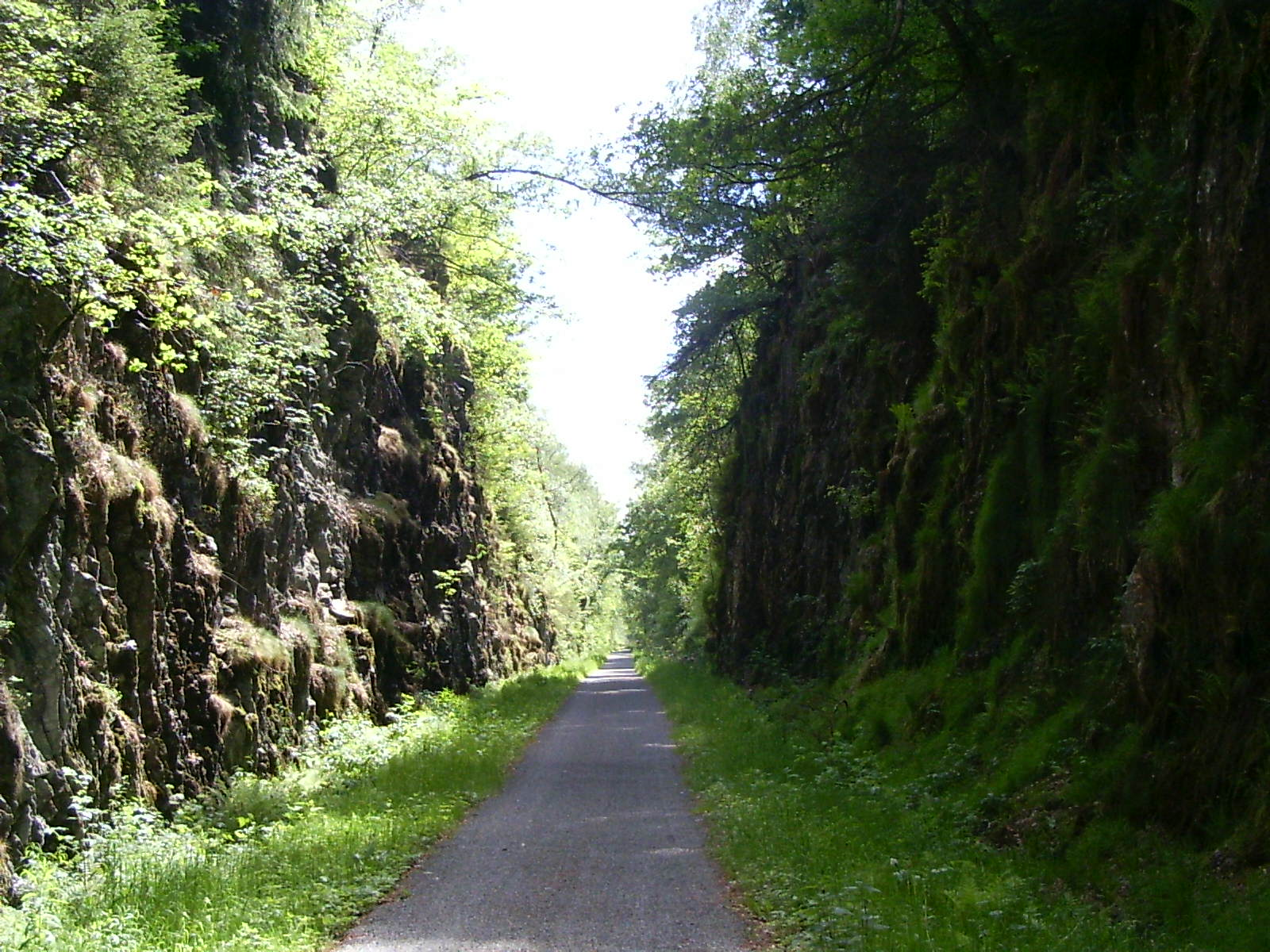
Alte Trasse mit Felseinschnitt bei Francorchamps (2011)

Das letzte Teilstück von Troisvierges nach Spa in Belgien wurde (ebenfalls eingleisig) am 20. Februar 1867 dem Verkehr übergeben. Hatte der Personen- und Güterverkehr zwischen Ostbelgien und Luxemburg bis dahin nur die Wahl zwischen einem Umweg über Marloie (vor 1866 zusätzlich über Namur) oder gar über die Linke Rheinstrecke, so bestand nun eine direkte Verbindung zwischen diesen Wirtschaftsräumen, die entsprechend florierte, auch wenn die Trassierung im Nordabschnitt ungünstig war: Während der Abschnitt südlich von Trois-Ponts mehr oder weniger gerade auf Luxemburg zulief, hatte der Abschnitt Trois-Ponts–Spa die Ardennen zu überwinden. Da ein über 10 km langer „Ardennen-Basistunnel“ seinerzeit nicht finanzierbar war, musste die Strecke von Trois-Ponts aus zunächst in östlicher Richtung auf ca. 10 km Länge um ca. 300 m ansteigen, um dann den Höhenzug an geeigneter Stelle (nahe Francorchamps) zu queren und von dort nach Westen hin auf weiteren ca. 10 km Strecke bis Spa wiederum ca. 300 m abzufallen. Durch diese stark ans Gelände angepasste Streckenführung wurden zwar jegliche Tunnel und kostspielige größere Brücken vermieden, aber die Entfernung zwischen den Bahnhöfen Trois-Ponts und Spa auf über das Doppelte gestreckt (30,6 Bahnkilometer versus 13,5 km Luftlinie). Zu einer Zeit, in der das Bahnnetz noch sehr weitmaschig war, stellte dies jedoch kein Problem dar, da es keine ernsthafte Alternative gab. 1870 wurde eine Kurswagenverbindung Luxemburg–Spa–Lüttich eingerichtet.

### Betreiberwechsel 1872
Aufgrund des von Frankreich verlorenen Deutsch-Französischen Kriegs von 1870/71 und des anschließenden Friedensvertrags von Frankfurt musste Frankreich das Elsass und Lothringen an das Deutsche Reich abtreten. Zudem wurde Frankreich auferlegt, die nun dort auf deutschem Hoheitsgebiet liegenden Strecken der EST zu enteignen und an das Deutsche Reich zu übergeben, das diese in den Reichseisenbahnen in Elsaß-Lothringen (EL) neu organisierte. Die Einwilligung der luxemburgischen Regierung zur Übernahme des Betriebes der im Großherzogtum Luxemburg gelegenen Strecken der Wilhelm-Luxemburg-Bahn, also auch der Bahnstrecke Luxemburg–Spa, durch die EL wurde mit einem Staatsvertrag zwischen dem Deutschen Reich und dem Großherzogtum vom 11. Juni 1872 erteilt. Die Übernahme der Verwaltung durch die EL fand am 16. September 1872 statt. Das nördliche Ende der Strecke in Belgien zwischen der belgisch-luxemburgischen Grenze und Spa stellte für die EST nun einen Inselbetrieb von etwa 35 km Länge dar, an dem sie kein Interesse hatte. Diesen Abschnitt übernahm Belgien zum Betrieb und erstattete dafür Deutschland 1/6 des Pachtzinses von 3 Mio. Francs, den das Deutsche Reich an die Wilhelm-Luxemburg-Bahn zu zahlen hatte. Das regelte ein weiterer Staatsvertrag zwischen Deutschland und Belgien vom 11. Juli 1873.

### Konkurrenz durch neue Nachbarlinien

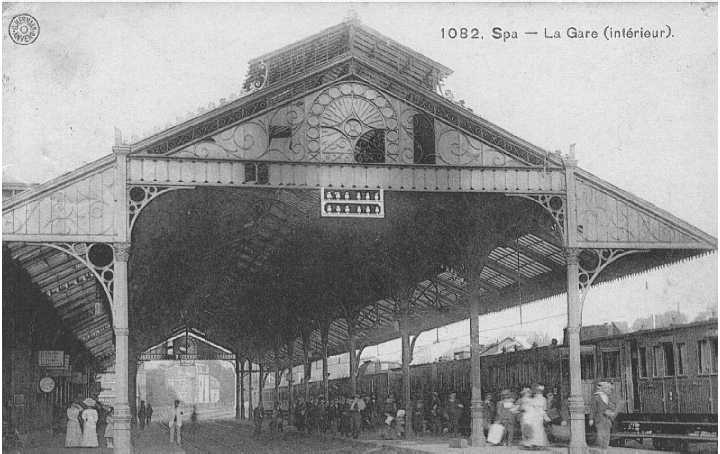
Bahnhof Spa mit der 1867 erbauten gusseisernen Bahnsteighalle

Die Blütezeit der Strecke Luxemburg–Spa als internationale Fernverbindung währte nur zwei Jahrzehnte, denn 1889 ging von Troisvierges aus die Vennbahn über das damals preußische St. Vith nach Aachen in Betrieb, über die alsbald erhebliche Mengen Kohle aus dem Aachener Revier nach Luxemburg und Erze aus Luxemburg nach Aachen transportiert wurden. Als 1890 die Strecke von Trois-Ponts nach Rivage eröffnet wurde, erhielt Luxemburg auch eine verkürzte Verbindung nach Lüttich, die zudem weniger verlorene Steigungen aufwies, was insbesondere für die immer länger und schwerer werdenden Güterzüge wichtig war. Der Abschnitt Trois-Ponts–Spa verlor daraufhin stark an Bedeutung.
Der letzte Vorkriegsfahrplan von 1914 weist im Personenverkehr fünf durchgehende Zugpaare zwischen Luxemburg und Verviers aus, davon einen Durchgangszug (D), der die 149 Kilometer lange Strecke in etwa vier Stunden bewältigte. Er führte zudem täglich Kurswagen (1., 2. und 3. Klasse) Luxemburg–Spa–Brüssel. Hinzu kamen zwei Zugpaare Luxemburg–Ulflingen (Troisvierges), drei Zugpaare Luxemburg–Ettelbrück sowie im nördlichen Abschnitt je ein Zugpaar Ulflingen–Verviers, Trois-Ponts–Verviers und Trois-Ponts–Lüttich, außerdem noch einige wenige Züge auf sehr kurzen Teilabschnitten.

### Erster und Zweiter Weltkrieg
Von 1907 bis 1917 wurde der Abschnitt Luxemburg–Ettelbrück zweigleisig ausgebaut, von 1910 bis 1917 das Teilstück Ettelbrück–Troisvierges, letzteres wurde am 15. März 1917 in Betrieb genommen.
Nach dem Beginn des Ersten Weltkriegs 1914 sorgten die in Belgien und Luxemburg einmarschierten deutschen Truppen mit hoher Priorität dafür, dass bis Ende 1916 auch der topographisch anspruchsvolle Abschnitt Vielsalm–Trois-Ponts zweigleisig ausgebaut wurde. Das Anschlussstück in Richtung Lüttich (Trois-Pont–Rivage) hatten die Besatzer bereits im Mai 1915 entsprechend ausgebaut, dort war die Strecke allerdings auch schon beim Bau des Abschnitts darauf vorbereitet worden.
Außerdem befahl der für die deutsche Kriegs-Eisenbahnlogistik verantwortliche Oberstleutnant Groener Ende 1914 den Bau mehrerer strategischer Bahnstrecken für die bessere Versorgung der Front im französisch-belgischen Grenzgebiet, darunter zwei großzügig dimensionierte zweigleisige Hauptbahnen, die von der deutschen Vennbahn aus in Vielsalm (von Born, Linie 47A) und Gouvy (von St. Vith, Linie 163) Anschluss an die Strecke Luxemburg–Lüttich schufen (und nach 1945 in Trümmern bzw. in Bedeutungslosigkeit endeten). Mit diesen neuen Strecken war durchgehender zweigleisiger Betrieb ohne zeitraubende Fahrtrichtungswechsel z. B. von Köln (über Monschau) nach Gouvy oder von Gerolstein (über St. Vith) nach Lüttich möglich. Nach dem Krieg wurde auf einigen der genannten Strecken das zweite Gleis mangels Bedarf wieder abgebaut.
1924 erwarb die belgische Staatsbahn SNCB den zuvor nur gepachteten in Belgien verlaufenden Teil der Strecke.
Während des Zweiten Weltkriegs gab es erst während der Ardennenoffensive zwischen dem 16. Dezember 1944 und Februar 1945 massive Zerstörungen an Gleisen, Brücken, Gebäuden und Telegraphenleitungen. Ab März bzw. April 1945 war dann wieder ein eingeschränkter eingleisiger Betrieb möglich. Nach Gründung der CFL 1946 dauerte der endgültige Wiederaufbau aber noch bis 1952.

### Nachkriegszeit, Unfall 1968, Teilstilllegung
In der Folge gab es immer wieder Modernisierungsmaßnahmen wie die schrittweise Umstellung der mechanischen Stellwerke auf elektrische Signalanlagen und die Reduzierung der niveaugleichen Bahnübergänge. Dabei spielte einerseits die Sicherheit, andererseits aber auch massive Personaleinsparungen eine wichtige Rolle.
In der Nachkriegszeit zeichnete sich immer deutlicher ab, dass der Südabschnitt Luxemburg–Trois-Ponts als Teil der internationalen Fernverbindung nach Lüttich einen festen Platz im europäischen Bahnnetz behielt, während der kurze Nordabschnitt Trois-Ponts–Spa-Géronstère durch die zunehmende Motorisierung der Bevölkerung und seine ungünstige Trassierung immer mehr Fahrgäste verlor und in Bedeutungslosigkeit versank. So endete auf dem Nordabschnitt mit Ablauf des 2. August 1959 der regelmäßige Personenverkehr. Bis 1968 oder 1969 verkehrten allerdings noch einzelne Sonderzüge zu Autorennen auf dem Circuit von Francorchamps, der unmittelbar östlich neben der Trasse liegt. Auch der Güterverkehr wurde in den 1960er-Jahren eingestellt. Zwischen Stavelot und Sart-lez-Spa wurde der regelmäßige Güterverkehr am 1. September 1962 aufgegeben (bis dahin dreimal pro Woche ein Zugpaar), wobei noch bis 1963 einmal pro Woche ein Zug die im Bahnhof Francorchamps lagernden Vorräte einer Holzhandlung in Richtung Trois-Ponts abfuhr.
Der Bahnhof Sart-lez-Spa wurde zunächst weiterhin von Spa aus bedient. Dort kam es jedoch am 30. Dezember 1968 zu einem tödlichen Unfall, als sich beim Zustellen dreier Güterwagen im zugeschneiten Bahnhof Sart-lez-Spa zwischen den Rädern und Bremsklötzen der Lokomotive Schnee angesammelt und im Laufe des Rangierens zu massivem Eis komprimiert hatte. Als die Lok ohne Wagen Sart-lez-Spa verließ, bemerkte das Personal erst auf dem steilen Gefälleabschnitt nach Spa, dass die Bremsen nicht mehr wirkten. Die 80 t schwere Lokomotive der belgischen Baureihe 212 erreichte eine Geschwindigkeit von deutlich über 100 km/h, entgleiste auf dem Viadukt von Géronstère und stürzte in die Tiefe. Die beiden Männer auf der Lok fanden dabei den Tod – statt zu Beginn abzuspringen, hatten sie versucht, die Lok doch noch abzubremsen und Passanten an den Bahnübergängen durch permanentes Hupen zu warnen.
Eine Untersuchung stellte fest, dass die Umstände, die zu dem Unfall führten, außergewöhnlich und noch nie im belgischen Bahnnetz vorgekommen waren: längere langsame Fahrt über schneebedeckte Strecke und danach mehrfaches Bremsen und Anfahren in einem schneebedeckten Bahnhof. Zu bedenken ist hierbei, dass die Strecke für belgische Verhältnisse sehr hoch gelegen und sehr steil, dabei aber sehr schwach befahren war, dass wegen des schwachen Verkehrs offensichtlich auf eine Schneeräumung mittels Pflug verzichtet worden war und dass die Zeit der Dampflokomotiven, die eine erhebliche Wärme entwickeln, in dieser Region erst wenige Jahre vorüber war. Bereits im folgenden Sommer, am 30. Juni 1969, wurde der Güterverkehr zwischen Spa-Géronstère und Sart-lez-Spa eingestellt. Der gesamte Abschnitt von Spa-Géronstère bis Stavelot mit seinen starken Steigungen war somit ohne planmäßigen Verkehr und wurde in den Jahren 1973 und 1974 abgebaut.
Das Streckenstück von Spa-Géronstère über den „Hauptbahnhof“ von Spa nach Verviers blieb hingegen erhalten, obwohl es nur noch den Charakter einer reinen Nebenstrecke hatte, und wurde sogar 1971 elektrifiziert.

### Fernzug-Blütezeit auf dem Südabschnitt

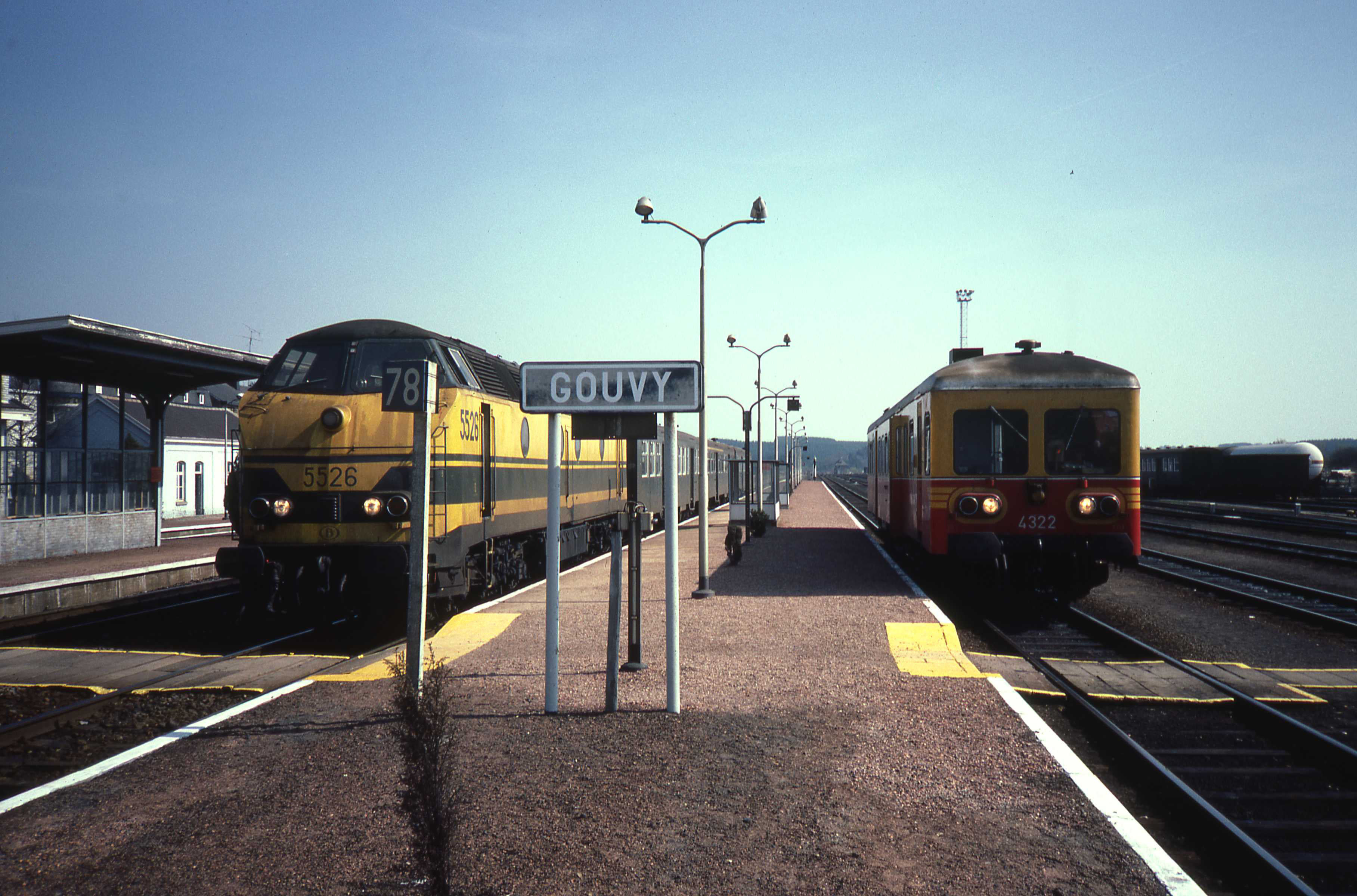
Bahnhof Gouvy kurz vor Einführung des IC-Systems (1984)

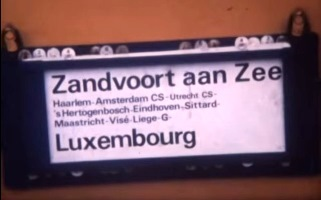
Samstäglicher Intercity mit niederländischen Wagen (1985)

Auf dem Südabschnitt Luxemburg–Trois-Ponts verkehrten in den 1950er bis zu den frühen 1980er Jahren lediglich drei durchgehende Schnellzüge Lüttich–Luxemburg, zwischen Gouvy und Trois-Ponts kamen je nach Jahr und Richtung ein (!) bis sieben Lokalzüge hinzu. Einer der drei Schnellzüge verkehrte bereits 1952 mindestens von/nach Utrecht und hatte in Luxemburg zeitnahen Anschluss (möglicherweise auch Kurswagenübergang) an einen Schnellzug nach/von Basel (evtl. auch Italien). Diese Verbindung änderte sich in den darauf folgenden Jahren immer wieder im Laufweg (1964 z. B. Maastricht–Basel) und erreichte spätestens in den 1970ern ihr Maximum mit dem langen Laufweg Amsterdam–Maastricht–Lüttich–Luxemburg–Straßburg–Basel–Italien. Der Abschnitt zwischen Basel und den immer wieder wechselnden Endpunkten in Italien (z. B. Ancona, Pisa) wurde über Nacht gefahren. Die Verbindung bestand (mit wieder schrumpfender Tendenz) bis in die frühen 1990er Jahre. Die anderen beiden Schnellzug-Paare behielten über die Jahre hinweg ihren auf Lüttich–Luxemburg beschränkten Laufweg.
Während der europaweiten Blütezeit des Autoreisezugverkehrs in den 1970er/1980er Jahren verkehrten auch Züge von den Verladestationen 's-Hertogenbosch (Niederlande) und Bressoux (5 km nordöstlich des Lütticher Hauptbahnhofs Liège-Guillemins) über die Luxemburger Nordbahn zu den Urlaubszielen im Süden Frankreichs (z. B. Avignon, Narbonne, Saint-Raphaël). Außerdem gab es in jenen Jahren ein saisonales Schnellzug-Paar, das samstags Ausflügler von Amsterdam (über Maastricht) nach Luxemburg und zurück brachte, sowie ab 1977 ein als „De Ardennen Express“ eingeführtes Samstags-Zugpaar von Antwerpen über Lüttich und Gouvy in das belgische Ardennenstädtchen Bastogne, das wenige Jahre später unter dem (der niedrigen Durchschnittsgeschwindigkeit besser angepassten) Namen „De Ardenner“ das luxemburgische Ettelbrück ansteuerte und bis 1989 verkehrte.

### Sicherung der Zukunftsfähigkeit

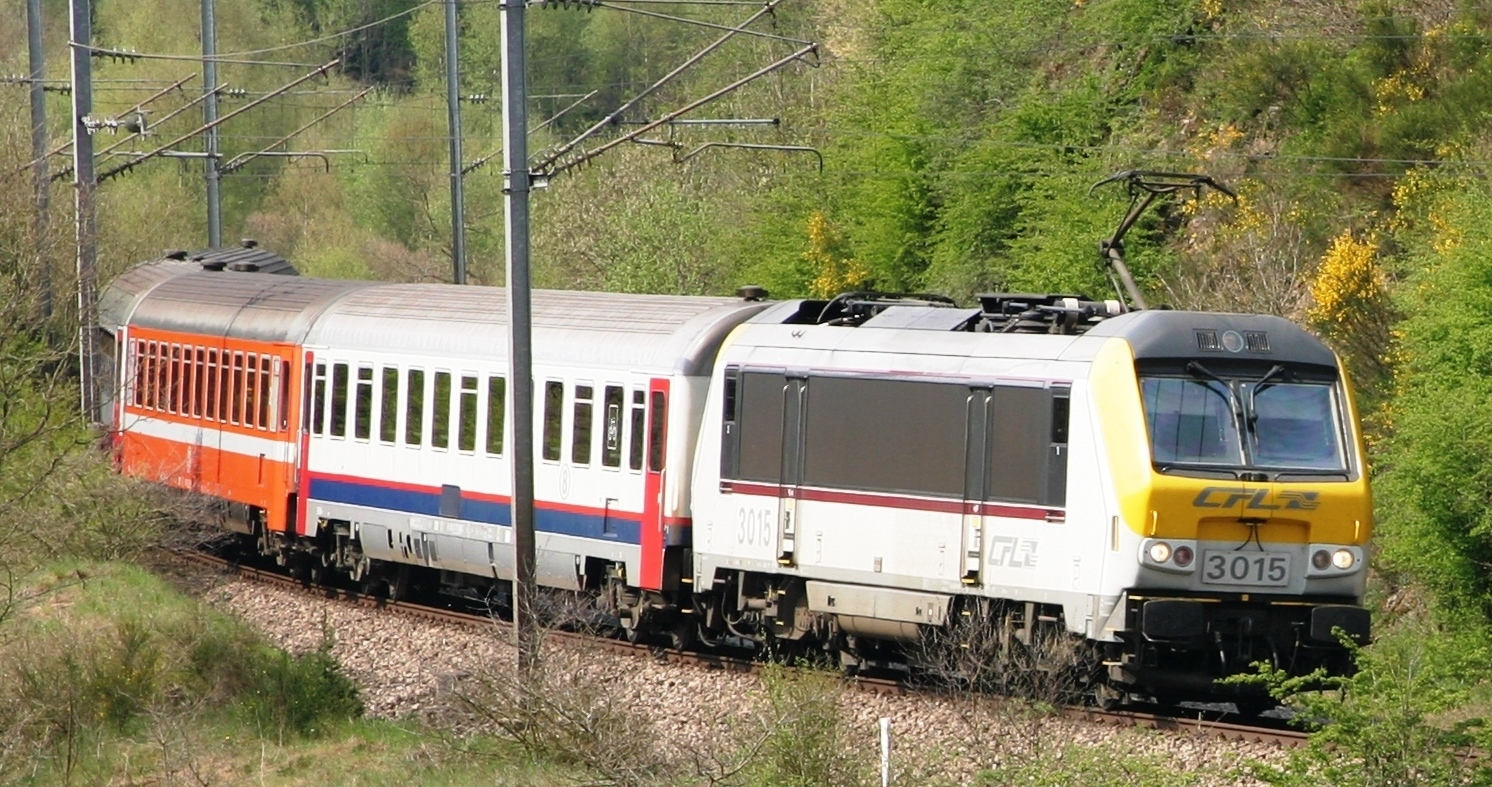
InterRegio bei Clerf (2007)

Die landesweite Einführung des InterCity/InterRegio-Systems in Belgien 1984 führte zu einer deutlichen Verbesserung des Zugangebots auf der Strecke. Gab es zuvor neben dem erwähnten internationalen Zugpaar nur zwei durchgehende Zugpaare Luxemburg–Lüttich, so wurden mit Einführung einer InterRegio-Linie namens IR m zunächst 6, später 8 Zugpaare im strikt eingehaltenem Zweistundentakt auf dieser Verbindung angeboten.
Der Abschnitt Luxemburg–Ettelbrück wurde bis zum 9. Juni 1988 elektrifiziert, es folgten die Abschnitte Ettelbrück–Kautenbach zum 20. April 1991 und Kautenbach–Troisvierges zum 25. September 1993. Am 26. September 1999 wurde im Abschnitt Gouvy–Trois-Ponts der elektrische Betrieb aufgenommen, die letzte Elektrifizierungslücke wurde am 27. Mai 2000 geschlossen.
Durch die Elektrifizierung sind dabei aus Kostengründen zahlreiche Tunnelabschnitte zwischen Ettelbrück und Troisvierges auf Eingleisigkeit zurückgebaut worden, ein Manko, unter dem die Strecke bis heute leidet. Zugleich wurden auch die letzten mechanischen Signalanlagen und Stellwerke ersetzt. Die gesamte Strecke von Ettelbrück bis zur belgischen Grenze wird seither vom Zentralstellwerk in Ettelbrück aus überwacht. Einen weiteren Bedeutungsverlust stellte die Einstellung des regulären internationalen Gütertransitverkehrs 2004 dar. Seither verkehren auf der Strecke nördlich von Ettelbrück fast nur noch Personenzüge.
Nahverkehr findet auf der Strecke zurzeit zwischen Luxemburg und Troisvierges statt. Außerdem nutzen Regionalexpress-Züge und Regionalbahnen der Relation Luxemburg–Diekirch und Züge nach Wiltz die Nordstrecke. Eingesetzt werden Wendezüge mit Elektroloks der Baureihe 4000 und Doppelstockwagen von Bombardier, Doppelstocktriebwagen der Baureihe 2200 (Alstom Coradia Duplex) oder Elektrotriebwagen der BR 2000 von De Dietrich Ferroviaire.
Die Gesamtstrecke wird heute im Fernverkehr von Zügen der Intercity-Linie 33 (Liers–Lüttich–Luxemburg) im Stundentakt befahren. Zum Einsatz kamen bis Dezember 2019 meist die luxemburgische Baureihe 3000, seltener die baugleiche NMBS/SNCB-Reihe 13, mit vier bis fünf belgischen I10-Großraumschnellzugwagen. Seit Dezember 2019 werden auf der Linie Elektrotriebzüge der NMBS/SNCB-Reihe AM 08 eingesetzt.

## Streckenbeschreibung

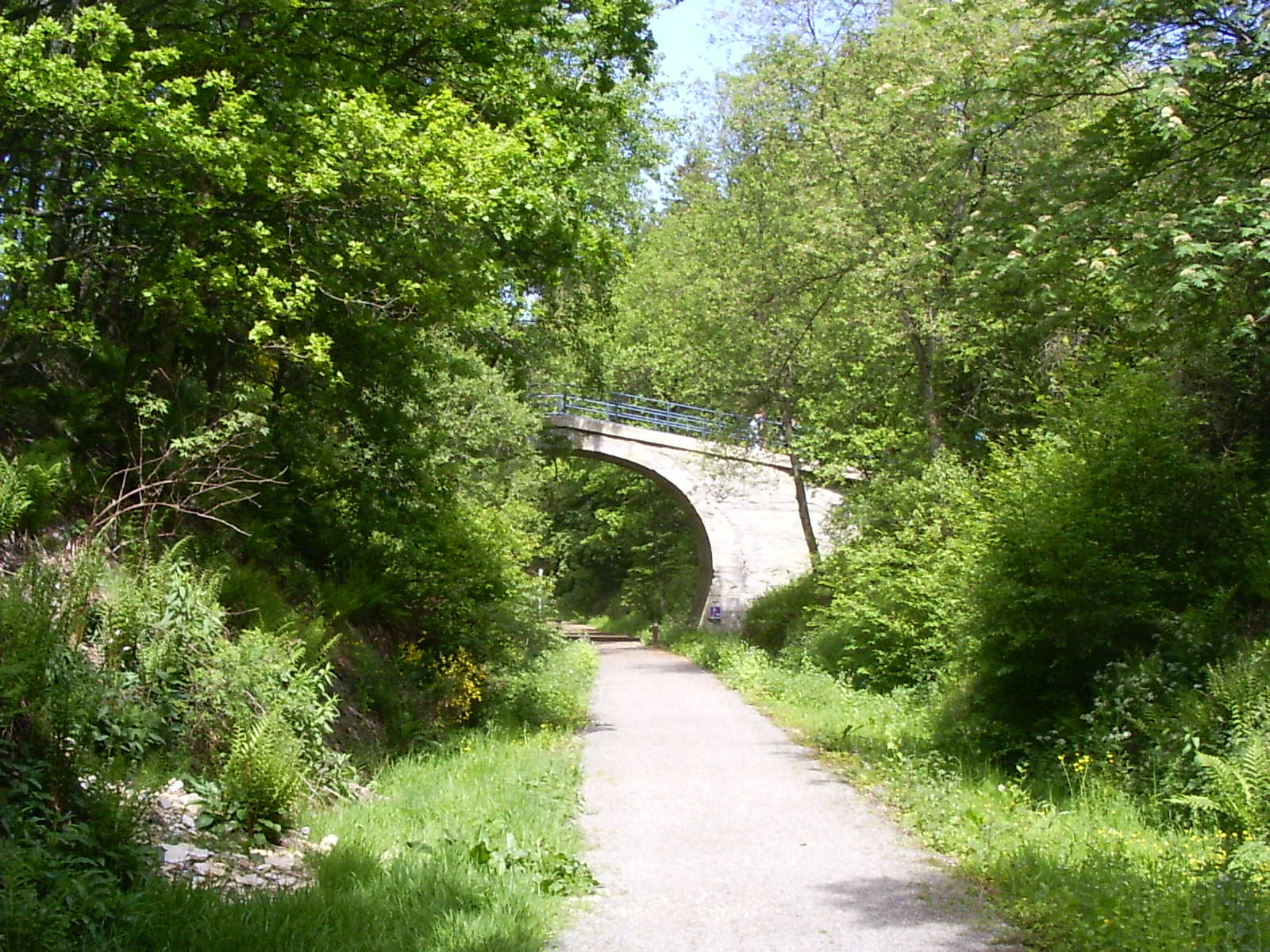
Radweg bei Hockai (Ausbau-Ende 2011)

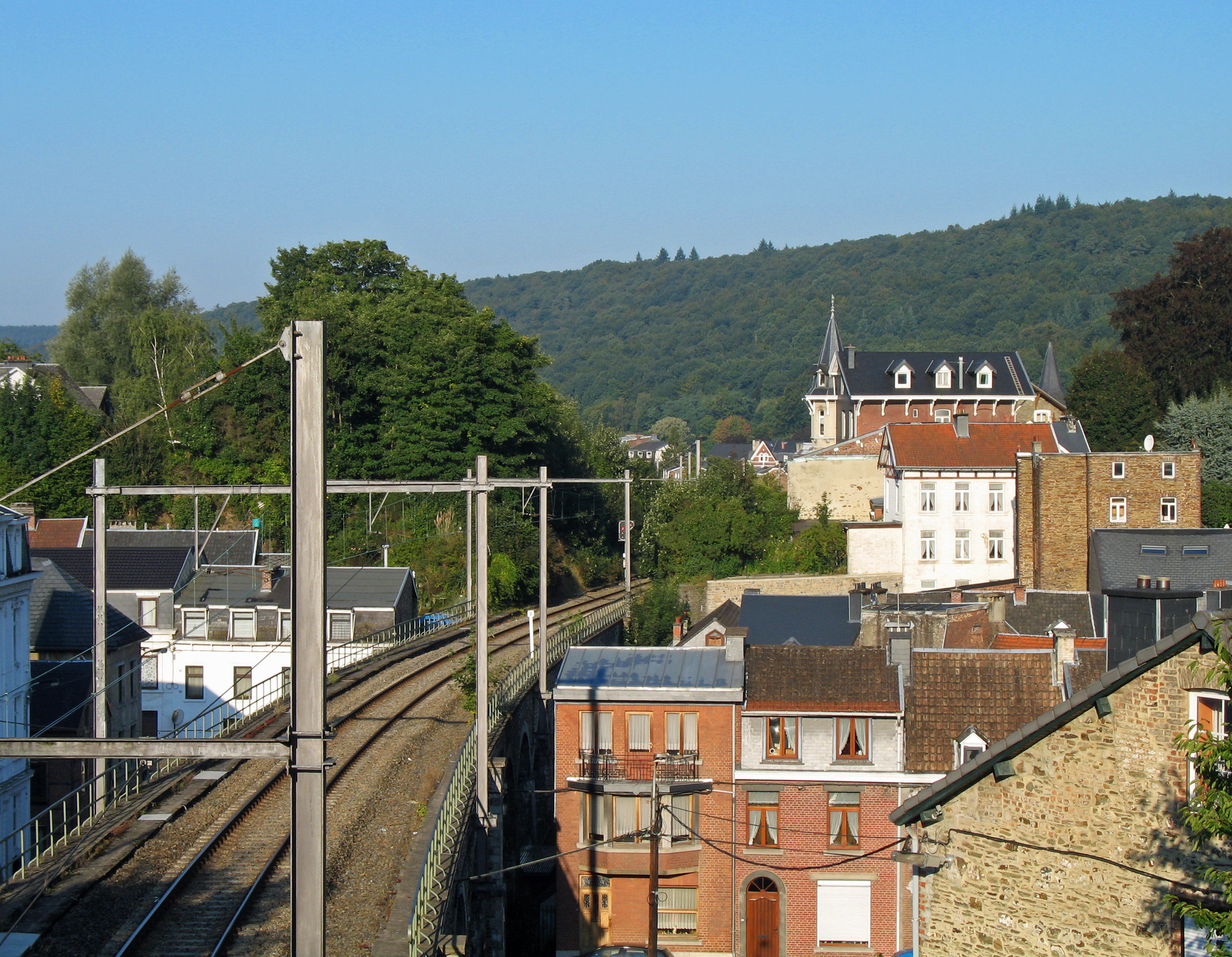
Viadukt zwischen Géronstère und Spa (2008)

### Luxemburger Teilstück
Ausgangspunkt der Ligne 1 (CFL) (Nordstrecke) ist der Bahnhof Luxemburg, die Strecke führt durch das Ösling, einem Ausläufer der Ardennen. Die durchquerte Landschaft mit ihren schmalen, tiefen Tälern und den zahlreichen Flussschlingen sowie vielen Brücken und Tunneln machen die Nordstrecke zu einer der reizvollsten Mittelgebirgsbahnen in Europa.
In Ettelbrück zweigt die elektrifizierte Verbindung nach Diekirch ab, von Kautenbach führt die ebenfalls elektrifizierte Stichstrecke nach Wiltz.

### Belgisches Teilstück
Auf belgischer Seite folgt die Strecke ab dem ehemaligen Bahnhof Bovigny in Richtung Norden dem Tal der Salm, bis diese bei Trois-Ponts in die Amblève (Amel) mündet. Während die Intercity-Züge heute weiter flussabwärts in Richtung Rivage–Lüttich fahren, folgte die ursprüngliche Streckenführung in Richtung Spa der Amblève flussaufwärts bis nach Stavelot. Von Trois-Ponts an (ca. 250 m hoch gelegen) ist 2010 auf der Bahntrasse ein Fahrradweg eingerichtet worden (sog. RaVeL), der nahezu kontinuierlich bis auf ca. 530 m Höhe zum „Pass“ von Hockai ansteigt.
5 km östlich von Trois-Ponts liegt der ehemalige Bahnhof von Stavelot, wo die bis 2006 noch von Güterzügen genutzte Verbindungsstrecke nach Malmedy und weiter zur Vennbahn abzweigte, die seit 2010 ebenfalls Radweg ist und direkt hinter Stavelot durch einen Tunnel führt, während die Linie nach Spa unmittelbar daneben über den entsprechenden Hügel hinüberführt. Nach Passieren mehrerer tiefer Felseinschnitte und der Motorsportanlage von Francorchamps erreicht die Trasse den in der Ortsmitte gelegenen alten Bahnhof von Hockai, den höchstgelegenen in Belgien. Vom Pass etwa 500 m weiter nördlich an fällt der seit 2021 ausgebaute Radweg bis Spa-Géronstère wieder kontinuierlich ab.